# Susunia
Susunia är en kulle i Indien.   Den ligger i distriktet Bānkurā och delstaten Västbengalen, i den östra delen av landet, 1 100 km sydost om huvudstaden New Delhi. Toppen på Susunia är 434 meter över havet, eller 300 meter över den omgivande terrängen. Bredden vid basen är 4,0 km.
Terrängen runt Susunia är huvudsakligen platt, men den allra närmaste omgivningen är kuperad. Susunia är den högsta punkten i trakten. Runt Susunia är det tätbefolkat, med 493 invånare per kvadratkilometer. Det finns inga samhällen i närheten. Trakten runt Susunia består till största delen av jordbruksmark.